# یاشپال شارما (بازیگر)
یاشپال شارما (به انگلیسی: Yashpal Sharma) (زاده ۱ ژانویهٔ ۱۹۶۷) بازیگر هندی است.
از فیلم‌هایی که وی در آن نقش داشته است می‌توان به سبک اشاره کرد.

## فیلم‌شناسی
فهرست برخی از فیلم‌هایی که یاشپال شارما در آنها به ایفای نقش پرداخته است:
- سبک
- منو عصبانی نکن
- سینگ شاه است
- لحظه
- یه چیزی می‌خواهم بگویم
- آرجون پاندیت
- عشق نابرابر
- آب مقدس
- آدم‌ربایی
- تبعیض
- غیرممکن
- پاسخ
- کیسنا: شاعر جنگجو
- گناه
- زندگی این سال
- انوار
- دی
- جاده
- همت
- دارودسته‌های واسیپور
- قولنج
- او با قانون آمد
- هزار آرزو مثل این
- فقط یک لحظه
- تولسی
- هدف
- جات جیمز باند
- یورش ۲